# ماي أيزاو
ماي أيزاو (相澤 舞衣) (مواليد 10 سبتمبر 1980)، هي لاعبة كرة قدم كانت تلعب كلاعب وسط. ولعبت مع منتخب اليابان لكرة القدم للسيدات.